# Gib Guilbeau
Gib Guilbeau, geboren als Floyd August Guilbeau (Sunset (Louisiana), 26 september 1937 – 12 april 2016), was een Amerikaanse countryzanger, -musicus, snaarspeler en songwriter.

## Biografie
Gib Gilbeau, die uit het diepste zuiden van de Verenigde Staten komt, begon op 14-jarige leeftijd viool te spelen, was lid van verschillende schoolbands en nam deel aan verschillende countryformaties tijdens zijn militaire dienst bij de Amerikaanse luchtmacht. In 1957 richtte hij de Four Young Men op met Darrell Cotton, Ernie Williams en Wayne Moore, die enkele singles uitbrachten en hun naam in 1963 veranderden in The Casteways. Williams vertrok even later en werd vervangen door Gene Parsons.In 1966 werkte Guilbeau samen met Parsons om het Cajun Gib & Gene-duo te vormen. Tijdens een optreden ontmoetten ze de gitarist Clarence White, die eerder voor de Kentucky Colonels had gespeeld. Samen richtten ze de band Nashville West op in 1967, waar Wayne Moore even later lid van werd.
Nashville West was de huisband van de gelijknamige club en was betrokken bij tal van opnames door het kleine label Bakersfield International Records. De band ontbond na iets meer dan een jaar, nadat White zich bij The Byrds had aangesloten. Guilbeau richtte vervolgens samen met Eric White, een broer van Clarence, en zijn zwager Stan Pratt de band Swampwater op, die bestond tot 1972. Deze werd bekend als begeleidingsband van Linda Ronstadt en Arlo Guthrie.
Daarna werkte hij als studiomuzikant en songwriter. In 1975 werd The Flying Burrito Brothers opgericht, die toen de ex-leden Sneaky Pete Kleinow en Chris Ethridge evenals Guilbeau en Gene Parsons omvatte. De band bestond tot het einde van de jaren 1990. Er waren frequente herschikkingen, het enige constante lid was Guilbeau. Hij was zanger, gitarist en schreef een groot deel van het songmateriaal. In 1980 veranderde de band zijn naam in Burrito Brothers, later werd het bekende Flying opnieuw op de voorgrond geplaatst. In 1980 sloot Gibs zoon Ronnie zich bij de Burrito's.
Kort na het begin van het millennium richtte hij het platenlabel Beau Town Records op, waarop hij zijn eigen muziek en opnamen van zijn vrienden uitbracht. In 2003 werd het album Songs I Like uitgebracht, waarop hij, vergezeld door zijn jarenlange muzikale metgezellen, het beste van zijn meer dan honderd composities opnieuw opnam.

## Overlijden
Gib Guilbeau overleed in april 2016 op 78-jarige leeftijd.

## Discografie
Albums:
- 1967: Cajun Country (als Cajun Gib & Gene)
- 1978: Toe Tappin' Music
- 2001: Classic Guilbeau 1968 - 1986
- 2003: Songs I Like

- Biblioteca Nacional de España: XX1306009
- Bibliothèque nationale de France: cb13827022c (data)
- Gemeinsame Normdatei: 113575537X
- International Standard Name Identifier: 0000 0000 0302 8616
- Library of Congress Control Number: no99032506
- MusicBrainz: 55acee13-ac9d-463a-9da0-75fa40d0a082
- Système universitaire de documentation: 172684552
- Virtual International Authority File: 3675149108568068780004